# Graveworm
I Graveworm sono un symphonic black metal gruppo italo-austriaco fondata nel 1993.

## Storia

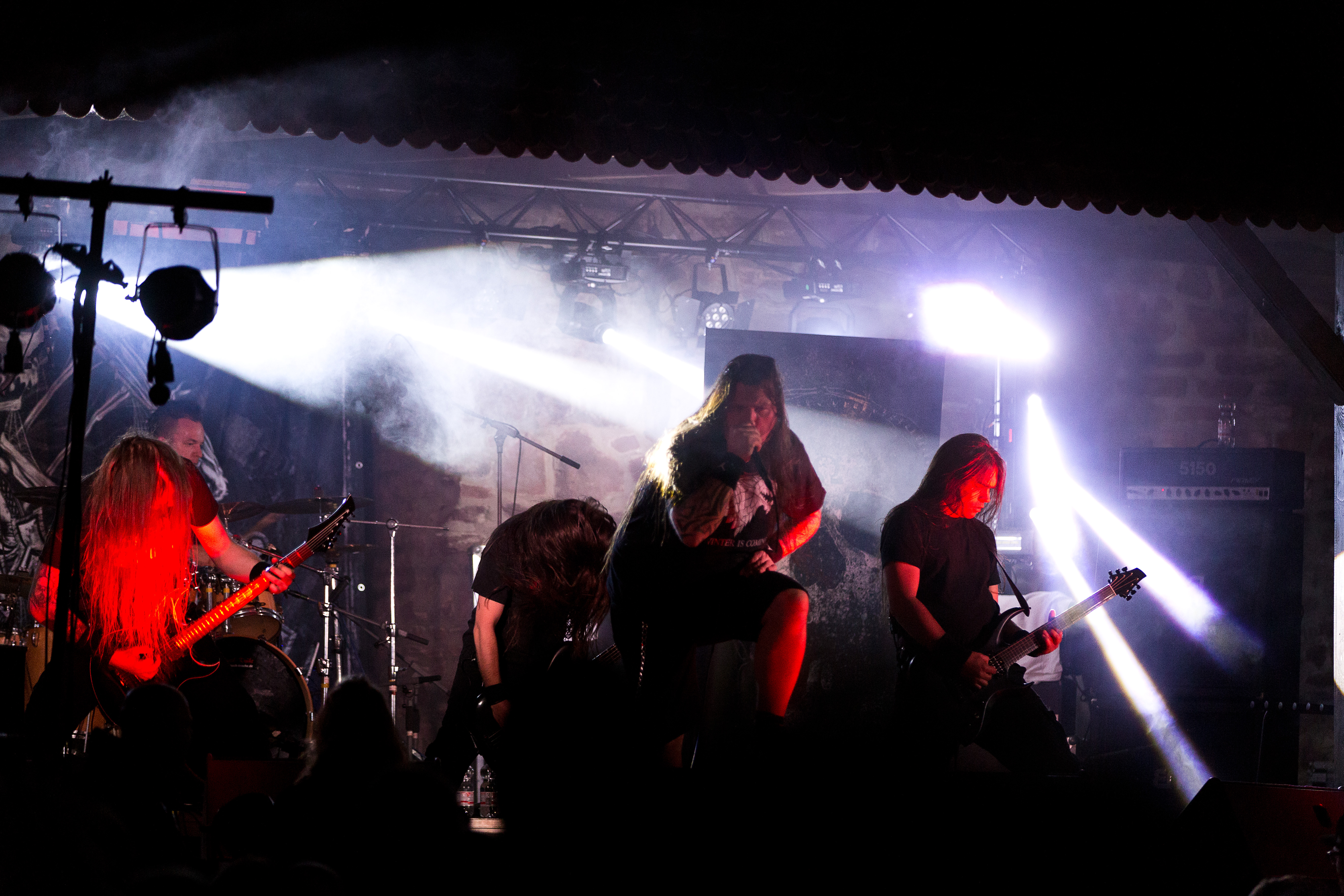
I Graveworm al Dark Troll Open Air 2016

Nel 1993 il complesso si forma a Gais (Alto Adige) e agli inizi suona old school Death Metal. Alla fine del 1996 la band è andata in Germania a registrare una demo tape e un lp, limitati a 600 pezzi. Da qui nasce l'interesse della Last Episode e, nel 1997, il gruppo firma il suo primo contratto discografico con la Serenades Records, etichetta che produrrà il loro primo EP, Eternal Winds. Durante il loro primo tour, con band del calibro di Crematory, Therion e Lake of Tears, il gruppo promuove il loro primo album When Daylight's Gone.
Nel 1998 i Graveworm realizzano il loro secondo EP, intitolato Underneath The Crescent Moon, lavoro al quale prende parte anche Sarah Jezebel Deva (Cradle of Filth e Therion) nel brano "Awake...Thy Angels Of Sorrow". Nello stesso periodo il gruppo partecipa al Wacken-Open-Air (Germania) assieme a gruppi come Children of Bodom, Cradle of Filth e Vader.
Il secondo lavoro, As the Angels Reach the Beauty, viene ultimato nel 1999 e viene seguito da un tour attraverso l'Europa con gli Agathodaimon.
Nel 2001 è pubblicato Scourge of Malice che li proietta verso il loro primo tour da "protagonisti", affiancati da Dornenreich, Vintersorg e Darkwell.
Nel 2002 il gruppo firma con l'etichetta tedesca Nuclear Blast; nello stesso periodo Didi Schraffel (basso), lascia la band, mentre il chitarrista Harry Klenk viene sostituito da Eric Treffel/Righi.
Assieme a Righi producono Engraved in Black (2003), che contiene anche la cover (versione black metal) di It's a Sin dei Pet Shop Boys. Poco dopo l'uscita dell'album Stefan Unterpertinger abbandona il gruppo, il suo posto è preso da Lukas Flarer. Nello stesso periodo anche Harald Klenk, membro fondatore del gruppo, si unisce nuovamente alla band italo-tedesca, passando, però, dalla chitarra al basso.
Nel 2004 partecipano al "X-Mas Festival Tour" insieme a Destruction, Kataklysm e molti altri. Martin Innerbichler (batteria) si prende una pausa per motivi di studio, nel frattempo, viene sostituito da Moritz Neuner (già batterista dei Darkwell e degli Shadowcast).
Il nuovo album del complesso (N)utopia esce nel 2005, seguito da un tour effettuato nell'aprile dello stesso anno.
L'album è il punto di svolta nella carriera dell gruppo, sia perché costituisce la consacrazione a livello internazionale, sia perché stilisticamente diverso dai lavori precedenti: la riduzione delle melodie e l'accelerazione dei ritmi, che finiranno col caratterizzare anche le creazioni successive, portano ad una netta modificazione dello stile, destinata a generare contrasti nell'opinione dei fan, ma che in generale porterà al gruppo una necessaria ventata di rinnovamento.
Successivamente alla pubblicazione del disco, Lukas Flarer (chitarra) lascia la band per ragioni personali e viene rimpiazzato da Orgler "Stirz" Thomas.
Nel 2007 esce Collateral Defect con Nuclear Blast/Massacre records, album caratterizzato dalla presenza di minor melodia rispetto alla precedente creazione.
Nel giugno del 2009 esce Diabolical Figures, marchiato Massacre Records, che manifesta un'ulteriore riduzione dell'utilizzo della melodia rispetto agli album precedenti, ma che nel complesso si presenta abbastanza simile al suo predecessore. Nel 2011 esce "Fragments of Death".
Il 28 aprile 2023 i GRAVEWORM hanno pubblicato il loro nono album in studio "Killing Innocence". Le dieci tracce che compongono Killing Innocence’ sono:
We are the Resistance, Escorting the Soul, Wicked Mind, If The World Shut Down, Dead Words, Where Agony Prevails, End of Time, A Nameless Grave, Wrath of Gods e In Honor of the Fallen.
La batteria è stata registrata da Markus Matzinger ai Doom Studios Linz, Austria. Chitarre, basso e tastiere sono state registrate da Lukas Flarer al Soundcontrol Studio, Merano, Italia. La voce registrata da Mario Lochert ai Seriousblackstudios, Monaco, Germania. Mixato e masterizzato da Lawrence Mackrory ai Rorysound Studios.

## Formazione

### Formazione attuale
- Stefan Fiori – voce (1992-presente)
- Stefan Unterpertinger – chitarra solista (1992-2003, 2012-presente), tastiera, pianoforte (2012-presente)
- Eric Righi – chitarra ritmica (2001-presente), basso (2001-2003)
- Florian Reiner – basso (2012-presente)
- Martin Innerbichler – batteria, percussioni (1995-2003, 2005-presente) Stefan Fiori

### Ex componenti
- Lukas Flarer – chitarra solista (2003-2005)
- Didi Schraffel – basso (1997-2001)
- Eric Treffel – chitarra ritmica (2001)
- Moritz Neuner – batteria, percussioni (2003-2005)
- Harry Klenk – chitarra ritmica (1997-2001), basso (2003-2012)
- Orgler "Stirz" Thomas – chitarra solista (2005-2012)
- Sabine Mair – tastiere, pianoforte (1997-2012)

## Discografia

### Album in studio
- 1997 – When Daylight's Gone
- 1999 – As the Angels Reach the Beauty
- 2001 – Scourge of Malice
- 2003 – Engraved in Black
- 2005 – (N)utopia
- 2007 – Collateral Defect
- 2009 – Diabolical Figures
- 2011 – Fragments of Death
- 2015 – Ascending Hate
- 2023 – Killing Innocence

### Demo
- 1997 – Demo 97

### EP
- 1997 – Eternal Winds
- 1998 – Underneath The Crescent Moon

## Videografia
- 1998 – Awaiting The Shining (Video)